# Kroktjärnen (Häggdångers socken, Ångermanland)
Kroktjärnen är en sjö i Härnösands kommun i Ångermanland och ingår i Gådeån-Indalsälvens kustområde.